# Aleksandra Skraba
Aleksandra Skraba (* 29. April 1995 in Nowa Ruda) ist eine polnische Schauspielerin.

## Biografie
Skraba wurde am 29. April 1995 in Nowa Ruda geboren. Ihr Debüt gab sie 2019 in der Serie Pułapka. 2020 schloss sie ihr Studium an der Staatlichen Hochschule für Film, Fernsehen und Theater Łódź ab. Von 2021 bis 2023 spielte sie in Sexify die Hauptrolle. Anschließend war sie 2022 in Szadź zu sehen.
Im selben Jahr bekam sie eine Rolle in Orzeł. Ostatni patrol. Unter anderem trat sie in Hochwasser auf. Außerdem setzte Skraba 2023 ihre Karriere in 1670 fort.

## Filmografie
- 2019: Pułapka
- 2021–2023: Sexify
- 2022: Szadź
- 2022: Orzeł. Ostatni patrol
- 2022: Hochwasser
- 2023: 1670